# Bistrica (Naklo)
Bistrica (IPA: [ˈbiːstɾitsa], in tedesco Feistritz) è un insediamento (naselje) di 82 abitanti, della municipalità di Naklo nella regione statistica dell'Alta Carniola in Slovenia.